# Verkligt vattendjup
Verkligt vattendjup innebär inom kanalströmningen det vattendjup som råder i en specifik längdsektion av ett vattendrag, öppet dike eller en kanal. Det mäts vanligen mitt i kanalen från vattenytan ner till kanalbotten.
Är kanalen orensad, räknas djupet från vattenytan ner till den mjuka slambottens överkant, som kan variera stort. I naturliga vattendrag varierar det verkliga djupet mycket på en kort sträcka, något som avsevärt försvårar kanalströmningsberäkningar.

## Förväxlingsrisk
Vid praktiska kanalströmningsproblem är det lätt att förväxla det verkliga (uppmätta) djupet med det naturliga djupet. Det är det naturliga djupet som används i flödesdimensioneringar med Mannings formel.